# ملفين بوكر
ملفين بوكر (بالإنجليزية: Melvin Booker)‏ مواليد 20 أغسطس 1972 في موس بوينت، هو لاعب كرة سلة أمريكي سابق. بدأ مسيرته الاحترافية في سنة 1994. يبلغ طوله 6 قدم 1 بوصة (1.9 م). اعتزل اللعب في 2008.

## المسيرة الاحترافية
لعب مع هيوستن روكتس في سنة 1996، ثم لعب مع دنفر ناغتس في سنة 1996، ثم لعب مع غولدن ستايت ووريورز في سنة 1997، ثم لعب مع فيكتوريا يبرتاس بيزارو في الدوري الإيطالي في موسم 1997–1998، ثم لعب مع أولمبيا ميلانو في موسم 1998–1999، ثم لعب مع فيكتوريا يبرتاس بيزارو في الدوري الإيطالي من سنة 1999 إلى 2002.

## روابط خارجية
- ملفين بوكر على موقع إن بي أي (الإنجليزية)
- ملفين بوكر على موقع سبورتس رفرنس (الإنجليزية)
- ملفين بوكر على موقع كرة السلة الأوروبية.كوم (الإنجليزية)
- ملفين بوكر على موقع كلية كرة السلة في سبورتس رفرنس.كوم (الإنجليزية)
- ملفين بوكر على موقع ريلجم (الإنجليزية)
- ملفين بوكر على موقع بروبوليرز (الإنجليزية)
- ملفين بوكر على موقع سبورتس رفرنس (الإنجليزية)